# Казанлъшки манастир
Казанлъшкият манастир „Въведение Богородично“ е действащ девически манастир в Казанлък, България, под ведомството на Старозагорската епархия.

## Местоположение
Храмът е разположен на улица „Цар Освободител“ № 10.

## История
Църквата е изградена от дебърските строители и резбари Козма, Данаил, Захари и Йосиф. Строежът е финансиран с руски парични дарения.

## Описание
Църквата е богато изписана. Стенописите са дело на трима възрожденски иконописци – поп Павел Зограф от Шипка, Георги Данчов от Чирпан и казанлъчанина Петьо Ганин.